# Étienne Gernelle
Pour les articles homonymes, voir Gernelle (homonymie).
Étienne Gernelle, né le 3 mai 1976 à Paris, est un journaliste français, directeur de l'hebdomadaire Le Point.

## Biographie

### Jeunesse et études
Étienne Gernelle est fils d'un ingénieur agronome ayant travaillé pour la Banque mondiale et l’ONU au Togo, mort lorsque celui-ci a douze ans. Sa mère l'élève avec ses trois sœurs. 
Il devient pensionnaire à Poitiers puis élève du lycée Saint-Jean-de-Passy. Il est admis à l'Institut d'études politiques de Paris à sa quatrième tentative (diplômé de la promotion 2001).  
En 2000, il effectue un périple d'un an à vélo, de Samarkand (Ouzbékistan) à Oulan-Bator (Mongolie) sur un trajet de 3 500 km soit une moyenne de 10 km par jour. 

### Carrière
Il travaille à Libération puis au service étranger du Figaro et entre au Point en 2001. Il est d'abord journaliste au service économie, pour lequel il traite successivement des questions sociales, d’aéronautique, de défense et d’énergie, avant d'être nommé adjoint à la direction de la rédaction en novembre 2008, puis directeur de la rédaction en 2010. En janvier 2014, à 37 ans, il devient le nouveau patron du Point, et succède à Franz-Olivier Giesbert. Il interviewe sur BFM TV différentes personnalités, comme Harlem Désir, Nathalie Kosciusko-Morizet ou Marine Le Pen et intervient dans LCI matin.
En mai 2018, à la suite d'un numéro du Point dont la couverture montre un portrait du président turc Recep Tayyip Erdoğan titrée et sous-titrée « Le dictateur. Jusqu'où ira Erdogan  ? Enquête sur le président turc, sa folie des grandeurs, ses réseaux en France, son offensive sur l'Algérie, ses crimes… », Gernelle dit être victime d'une campagne de harcèlement de la part de partisans d'Erdogan et de son parti l'AKP, et avoir reçu des menaces de mort. La rédaction du Point, et des kiosquiers ayant affiché cette une à Nîmes, au Pontet (banlieue d'Avignon), de Valence et de Lyon sont également menacés - au Pontet les affiches sont retirées du kiosque, et à Valence,.
Le 29 septembre 2022, il fait sa première apparition aux Grosses Têtes animée par Laurent Ruquier sur RTL.
Le 25 juin 2024, il est choisi pour remplacer Alba Ventura à la rentrée suivante dans l'éditorial politique de 7h18 sur RTL, après l'avoir déjà remplacée pendant son absence de mars et avril 2024.

## Prises de position
Il plaide en faveur de réformes libérales pour l'économie française, voyant en la France une « petite Union soviétique ».
Mediapart soutient que sa prise de direction au Point se serait accompagnée d'un virage marqué du magazine en faveur d'une droite dure, avec une présence accrue de discours issus de la complosphère et de la fachosphère, ainsi que de nombreux manquements à la déontologie professionnelle, dont plusieurs ont été sanctionnés par la justice. En qualité de directeur de la publication du Point, il est condamné dans certaines de ces affaires.

## Affaires judiciaires
En qualité de directeur de la publication, il est condamné en 2017 à la suite d'une plainte pour diffamation de l'ancien maire PS d'Asnières-sur-Seine, Sébastien Pietrasanta, à la suite de l'affaire de la fausse vidéo porno à la mairie d’Asnières.
En 2021, Le Point et Étienne Gernelle (en qualité de directeur de publication) se voient condamnés pour diffamation du fait d'un article du journaliste Aziz Zemouri qui qualifiait de « call-girl » l'actrice Sand Van Roy discréditant son témoignage dans l'affaire de viol l'opposant à Luc Besson,. Les mêmes sont à nouveau condamnés en 2022 après un autre article faisant état d'un dépôt de plainte en Belgique inexistant, en vue d'insinuer qu'elle « dépos[ait] des plaintes pour viol dépourvues de tout fondement ».

## Publication
- Étienne Gernelle, Les nouveaux défis du pétrole, Toulouse, Milan, coll. « Les essentiels Milan », 10 février 2006, 64 p., broché (ISBN 2-7459-2106-1)

### Sources sur le web
- « Etienne Gernelle succède à Franz-Olivier Giesbert à la tête du "Point" », sur Ozap, 16 janvier 2014.